# تايغر آند باني
تايغر آند باني (باليابانية: タイガー・アンド・バニー، بالروماجي: Tigā Ando banī) مسلسل أنمي ياباني تلفزيوني من إخراج كويتشي ساتو، ومن تأليف ماسافومي نيشيدا، ومن إنتاج استوديو سنرايز، عرض الأنمي في 3 أبريل عام 2011 واستمر عرض حتى 18 سبتمبر عام 2011، وتكون من 25 حلقة. الجزء الثاني من إنتاج استوديو بانداي نامكو بكتشرز، وسيعرض في عام 2022.

## القصة
تدور أحداث القصة في مدينة خيالية تسمى ستيرن بيلد سيتي، حيث بدأ قبل 45 عامًا أشخاص ذوي قوة خارقة يعرفون باسم نيكست بالظهور وبعضهم أصبحوا أبطالاً خارقين. يعمل أشهر الأبطال الخارقين في المدينة لصالح شركة راعية ويحتوي زيهم الرسمي أيضًا على إعلانات لشركات حقيقية. يتم بث نشاطهم البطولي في البرنامج التلفزيوني الشهير هيرو تي في، حيث يجمعون النقاط مقابل كل عمل بطولي يتم إنجازه ويتوج البطل الأفضل تصنيفًا في الموسم بلقب ملك الأبطال.

## الشخصيات

### الأبطال
كوتيتسو تي. كوتيتسو / ويلد تايغر (باليابانية: ワイルドタイガー، بالروماجي: Wairudo Taigā)
أداء صوتي: هيرواكي هيراتا
بارنابي بروكس جاي آر./ باني (باليابانية: バニー، بالروماجي: Banī)
أداء صوتي: ماساكازو موريتا
كارينا لايل/ بلو روز (باليابانية: ブルーローズ، بالروماجي: Burū Rōzu)
أداء صوتي: ميناكو كوتوبوكي
ناثان سيمور / فاير إيبلم (باليابانية: ファイヤーエンブレム، بالروماجي: Faiyā Enburemu)
أداء صوتي: كينجيرو تسودا
هوانغ باو لين / دراغون كيد (باليابانية: ドラゴンキッド، بالروماجي: Doragon Kiddo)
أداء صوتي: ماريا إيسي
انطونيو لوبيز/ روك بيسون (باليابانية: ロックバイソン، بالروماجي: Rokku Baison)
أداء صوتي: تايتن كوسونوكي
إيفان كاريلين / أوريغامي سيكلون (باليابانية: 折紙サイクロン، بالروماجي: Origami Saikuron)
أداء صوتي: نوبوهيكو أوكاموتو
إيفان كاريلين / جولدن رايان (باليابانية: ゴールデンライアン، بالروماجي: Gōruden Raian)
أداء صوتي: يويتشي ناكامورا
يوري بيتروف / لونتيك (باليابانية: Lunatic، بالروماجي: ルナティック)
أداء صوتي: كوجي يوسا
جيك مارتينيز (باليابانية: ジェイク・マルチネス، بالروماجي: Jeiku Maruchinesu)
أداء صوتي: كيجي فوجيوارا
كريم (باليابانية: クリーム، بالروماجي: Kurīmu)
أداء صوتي: ميتشيكو نيا
هانز تشاكمان (باليابانية: ハンス・チャックマン، بالروماجي: Hansu Chakkuman)
أداء صوتي: كينتا مياكي
ألبرت مافريك (باليابانية: アルバート・マーベリック، بالروماجي: Arubāto Māberikku)
أداء صوتي: نوبواكي فوكودا
دكتور روتوانج (باليابانية: ロトワング، بالروماجي: Rotowangu)
أداء صوتي: ميتسورو مياموتو
روبن باكستر (باليابانية: ロビン・バクスター، بالروماجي: Robin Bakusutā)
أداء صوتي: كابي ياماغوتشي
ريتشارد ماكس (باليابانية: リチャード・マークス، بالروماجي: Richādo Mākusu)
أداء صوتي: ريكيا كوياما
كاشا غراهام (باليابانية: カシャ・グラハム، بالروماجي: Kasha Gurahamu)
أداء صوتي: نانا ميزوكي
جوني وونغ (باليابانية: ジョニー・ウォン، بالروماجي: Jonī Uon)
أداء صوتي: موغيهيتو
فيرجيل دينغفيلدر/ أندرو سكوت (باليابانية: アンドリュー・スコット، بالروماجي: Andoryū Sukotto)
أداء صوتي: دايسكي هيراكاوا

## وصلات خارجية
- الموقع الرسمي باللغة اليابانية
- Official stage play website باللغة اليابانية
- official website باللغة اليابانية
- Hulu's Streaming Site